# Ned Miller
Ned Miller (Rains, Carbon County (Utah), 12 april 1925 – Medford (Oregon), 18 maart 2016) was een Amerikaanse countryzanger. Hij nam platen op van 1956 tot 1970 en zijn grootste succes is de single "From a Jack to a King", die in 1962 tot nummer 2 op de Country singles hitlijst van Billboard Magazine klom en tot nummer 6 op de Billboard Hot 100.

## Biografie
Toen Miller nog een klein kind was, verhuisde zijn familie naar Salt Lake City. Na twee jaar college werkte Miller als buizenfitter. Hij diende drie jaar in het US Marine Corps, op Midway, Okinawa en later in Hiroshima. In 1956 besloot hij om het in de muziek te proberen. Hij ging in zee met Fabor Robison, een onafhankelijke platenbaas en talentscout. Zijn eerste succes behaalde hij als medeschrijver van de hit "Dark Moon", het volgende jaar. Hij schreef nog vele andere songs waaronder ook "From a Jack to a King", die hij zelf opnam in 1957 maar dat toen geen succes kende.
Miller had constant last van plankenkoorts en trad niet graag op. Hij concentreerde zich vooral op het schrijven van songs. In 1962 overtuigde hij Fabor Robison om zijn opname van "From a Jack to a King" opnieuw uit te brengen. Ditmaal werd het een grote hit, ook buiten de Verenigde Staten. In Groot-Brittannië bereikte het de tweede plaats op de hitlijst in april 1963. Het nummer stond ook vier weken lang op nummer 1 in Noorwegen in 1963. Het was meteen de titel van zijn eerste langspeelplaat die in 1963 uitkwam en in 1981 is heruitgebracht op Plantation Records.
Nadien had hij nog een aantal kleinere hits, waarvan "Do what you do, do well" in 1964 zijn tweede en laatste top-10-single in de Billboard Country singleslijst werd. In 1965 ging hij naar Capitol Records waarvoor hij tussen 1959 en 1961 reeds kortstondig had opgenomen. Hij had er nog een paar kleine successen maar omwille van zijn afkeer van toeren liet de platenmaatschappij hem gaan. In 1970 bracht hij op Republic Records zijn laatste plaat uit, "The Lover's Song". Hij bleef nog een achttal jaren songs schrijven maar trok zich nadien volledig terug uit de showbusiness. Zijn vrouw Susan schreef mee aan een aantal van zijn songs.
Het Duitse Bear Family Records heeft in 1991 een anthologie uitgebracht met 31 songs uitgevoerd door Ned Miller, onder de titel "From a Jack to a King".